# Cigogné
Vous lisez un « bon article » labellisé en 2014.
Cigogné (prononcé [si.gɔ.ˈɲe]) est une commune française du département d'Indre-et-Loire, dans la région Centre-Val de Loire et dans la région historique de Touraine. Le plateau qui compose la presque totalité de son territoire communal est inscrit dans la petite région fertile de la Champeigne tourangelle ; ce n'est donc pas par hasard que dès l'âge du bronze, des peuplements, certainement agriculteurs, se sont installés sur ce plateau. L'évêque de Tours Théotolon est un personnage clé dans l'histoire de Cigogné : c'est lui qui fonde la paroisse vers le milieu du Xe siècle pour assurer des revenus fonciers à une abbaye de sa ville, qu'il voulait restaurer. C'est surtout au Moyen Âge que l'histoire de Cigogné est la plus documentée, le fief de Cigogné étant alors une possession des comtes d'Anjou au cœur d'une Touraine qu'ils disputent aux comtes de Blois.
En 2014, Cigogné, avec ses 433 habitants, reste une commune rurale : l'agriculture, à forte dominante céréalière, garde une place non négligeable dans son économie, même si le nombre des exploitations a diminué. Le territoire de Cigogné ne représente pas un bassin d'emploi important et si la commune, après avoir connu l'exode rural comme beaucoup d'autres, se repeuple depuis le début des années 1980, c'est surtout pour accueillir de nouveaux habitants qui travaillent à l'extérieur, dans un rayon de 20 à 35 kilomètres mais qui contribuent au rajeunissement de la population.
Cigogné arrive également à concilier la présence, sur son sol, d'un établissement classé Seveso avec l'existence d'un site du réseau Natura 2000 qui occupe la presque totalité de son territoire.

## Géographie

### Localisation et communes limitrophes
La commune de Cigogné se trouve dans le quadrant sud-est du département d'Indre-et-Loire, dans la région historique de Touraine. À vol d'oiseau, Cigogné se situe à 23,8 km au sud-est de Tours, préfecture du département d'Indre-et-Loire, à 8,7 km au sud-ouest de Bléré, chef-lieu du canton auquel la commune est rattachée.

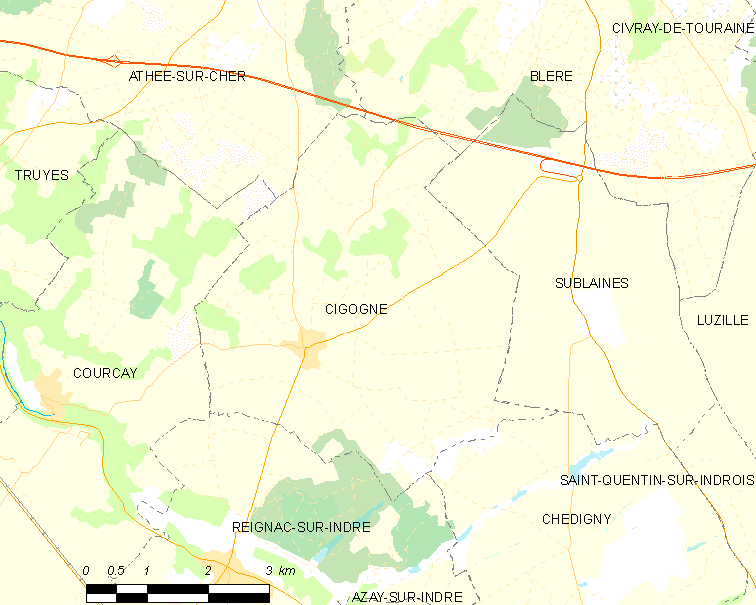
Limites administratives de Cigogné.

La commune se situe dans l'aire urbaine de Tours.
Cigogné est limitrophe de sept autres communes :
| Athée-sur-Cher    |                | Bléré     |
| Courçay           | Cigogné        | Sublaines |
| Reignac-sur-Indre | Azay-sur-Indre | Chédigny  |

### Géologie et relief
La formation géologique très largement dominante à Cigogné consiste en un socle de sables du cénomanien, déposés il a environ 95 millions d'années (Ma) à la faveur d'une avancée marine sur la Touraine. S'y superposent successivement le tuffeau jaune du turonien supérieur (- 90 Ma) puis une couche de craie du Sénonien (entre - 89 et - 65,5 Ma) ; la mer se retire à la fin de cette période qui correspond également à la fin du Mésozoïque. Plus tard au milieu et à la fin de l'Éocène, il y a (- 37 à - 34 Ma), une nouvelle avancée des mers dépose sur cet ensemble le calcaire lacustre  caractéristique de la petite région agricole fertile de la Champeigne tourangelle qui compose la presque totalité des sols de la commune. Seuls font exception, à l'extrême sud-est du territoire, des affleurements de la craie sénonienne au flanc de la vallée creusée par le ruisseau des Tabardières et, au niveau du bourg lui-même, une plaque de dépôts alluvionnaires du Miocène moyen (- 15 Ma environ).
La superficie du territoire de Cigogné est de 2 179 hectares (au 1er janvier 2014), la superficie moyenne d'une commune de France métropolitaine étant de 1 510,2 hectares,.
La presque totalité du territoire communal de Cigogné se développe sur un plateau d'altitude assez uniforme comprise entre 90 et 100 m, où seuls les talwegs à peine signalés de ruisseaux temporaires marquent de légères ruptures. Le point culminant à 106 m se trouve à l'est du chef-lieu communal, en limite de la commune de Sublaines ; l'altitude minimale de 73 m est observée à l'endroit où le ruisseau des Tabardières quitte le territoire communal, au sud-est, pour rentrer sur la commune de Reignac-sur-Indre.

### Hydrographie
Le réseau hydrographique de Cigogné est réduit à sa plus simple expression : le ruisseau des Tabardières, qui prend sa source sur la commune de Sublaines et va se jeter dans l'Indre à Reignac-sur-Indre, est le seul cours d'eau permanent de la commune, et encore ne l'est-il qu'en aval du hameau des Tabardières, soit sur 2 km environ ; sur ce parcours, il matérialise la limite communale entre Cigogné et Chédigny. Pour le reste, le territoire communal ne comporte que des fossés temporaires, alimentés par les eaux de ruissellement et de drainage agricole.

### Paysages naturels
Les paysages naturels de Cigogné sont aujourd'hui dominés par de grandes étendues agricoles dans lesquels on devine, vu d'avion, les traces de parcellaires anciens gommés par les remembrements. Toutefois, par endroits, des bouquets d'arbres ou de petits bois rompent l'uniformité de l'ensemble : épargnés par le défrichage car le sol qui les porte est localement peu intéressant pour l'agriculture, ils sont les vestiges des forêts qui couvraient, jusqu'au Moyen Âge, cette partie de la Touraine,.

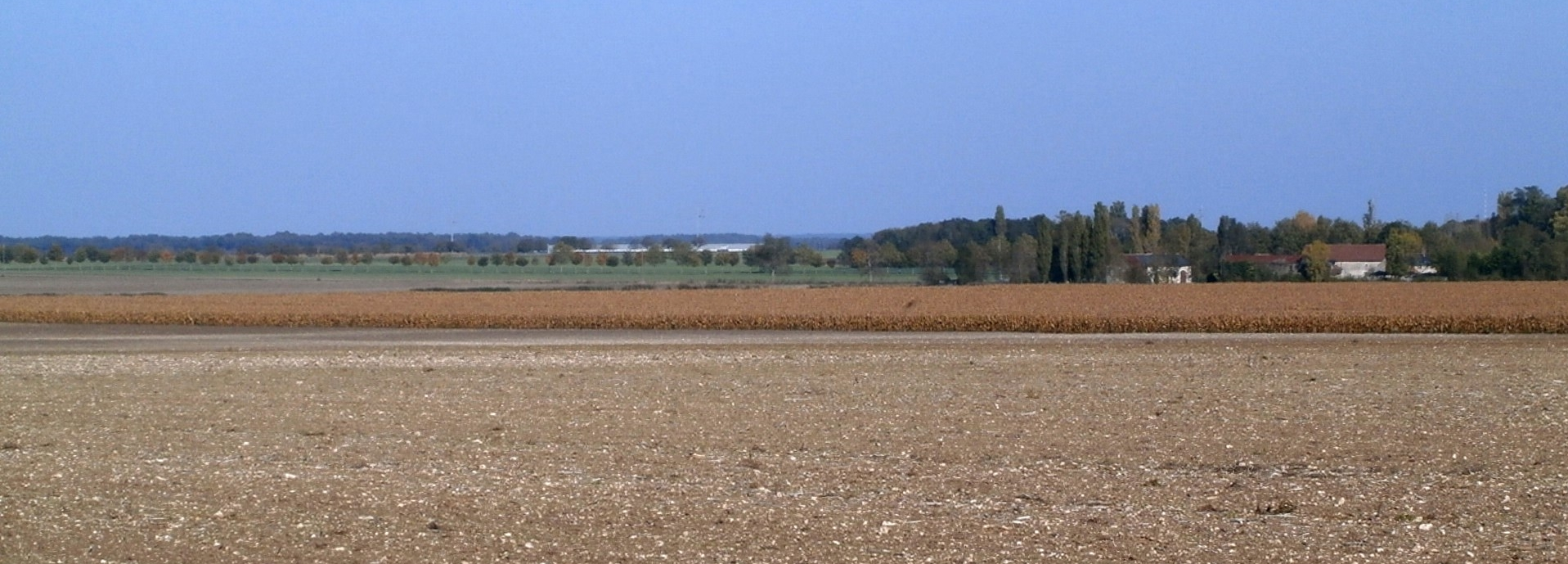
Paysage de la Champeigne tourangelle à Cigogné.

### Climat
Pour des articles plus généraux, voir Climat du Centre-Val de Loire et Climat d'Indre-et-Loire.
En 2010, le climat de la commune est de type climat océanique altéré, selon une étude du CNRS s'appuyant sur une série de données couvrant la période 1971-2000. En 2020, Météo-France publie une typologie des climats de la France métropolitaine dans laquelle la commune est toujours exposée à un climat océanique altéré et est dans la région climatique Moyenne vallée de la Loire, caractérisée par une bonne insolation (1 850 h/an) et un été peu pluvieux.
Pour la période 1971-2000, la température annuelle moyenne est de 11,3 °C, avec une amplitude thermique annuelle de 15,1 °C. Le cumul annuel moyen de précipitations est de 697 mm, avec 11 jours de précipitations en janvier et 6,6 jours en juillet. Pour la période 1991-2020, la température moyenne annuelle observée sur la station météorologique de Météo-France la plus proche, « Reignac », sur la commune de Reignac-sur-Indre à 3 km à vol d'oiseau, est de 12,1 °C et le cumul annuel moyen de précipitations est de 668,5 mm,. Pour l'avenir, les paramètres climatiques de la commune estimés pour 2050 selon différents scénarios d'émission de gaz à effet de serre sont consultables sur un site dédié publié par Météo-France en novembre 2022.

### Voies de communication et transports

#### Liaisons aériennes
À 40 minutes de trajet routier depuis Cigogné, l'aéroport de Tours Val de Loire (code IATA : TUF • code OACI : LFOT) propose en 2014 des dessertes régulières à destination d'Ajaccio, Figari, Toulouse, Dublin, Londres, Marrakech et Porto ; d'autres dessertes, saisonnières ou occasionnelles, sont assurées.

#### Infrastructure routière
Le chef-lieu communal de Cigogné se trouve au cœur d'un réseau de routes qui rayonnent vers les limites du territoire communal. Parmi elles et depuis le centre-bourg de Cigogné, les plus importantes sont la D58 qui, vers le sud, rejoint Reignac-sur-Indre et vers le nord-est Bléré, ainsi que la D83 par laquelle on atteint Cormery à l'ouest et Athée-sur-Cher au nord. En empruntant la D58 vers le nord-est, on accède, après un trajet de seulement 6 km, à l'autoroute A85 par la sortie 11 Bléré qui permet de gagner Tours puis l'autoroute A10 ou Vierzon puis l'autoroute A71 ; cette autoroute, ouverte en 2007, traverse d'ouest en est la pointe nord du territoire communal de Cigogné.

#### Transport en commun
En 2014, Cigogné n'est directement desservie par aucun transport en commun, qu'il soit ferroviaire ou routier.

## Urbanisme

### Typologie
Au 1er janvier 2024, Cigogné est catégorisée commune rurale à habitat dispersé, selon la nouvelle grille communale de densité à sept niveaux définie par l'Insee en 2022.
Elle est située hors unité urbaine. Par ailleurs la commune fait partie de l'aire d'attraction de Tours, dont elle est une commune de la couronne,. Cette aire, qui regroupe 162 communes, est catégorisée dans les aires de 200 000 à moins de 700 000 habitants,.

### Occupation des sols
L'occupation des sols de la commune, telle qu'elle ressort de la base de données européenne d’occupation biophysique des sols Corine Land Cover (CLC), est marquée par l'importance des territoires agricoles (89,6 % en 2018), une proportion identique à celle de 1990 (89,6 %). La répartition détaillée en 2018 est la suivante : 
terres arables (88,3 %), forêts (9,1 %), zones urbanisées (1,4 %), prairies (1,3 %). L'évolution de l’occupation des sols de la commune et de ses infrastructures peut être observée sur les différentes représentations cartographiques du territoire : la carte de Cassini (XVIIIe siècle), la carte d'état-major (1820-1866) et les cartes ou photos aériennes de l'IGN pour la période actuelle (1950 à aujourd'hui).

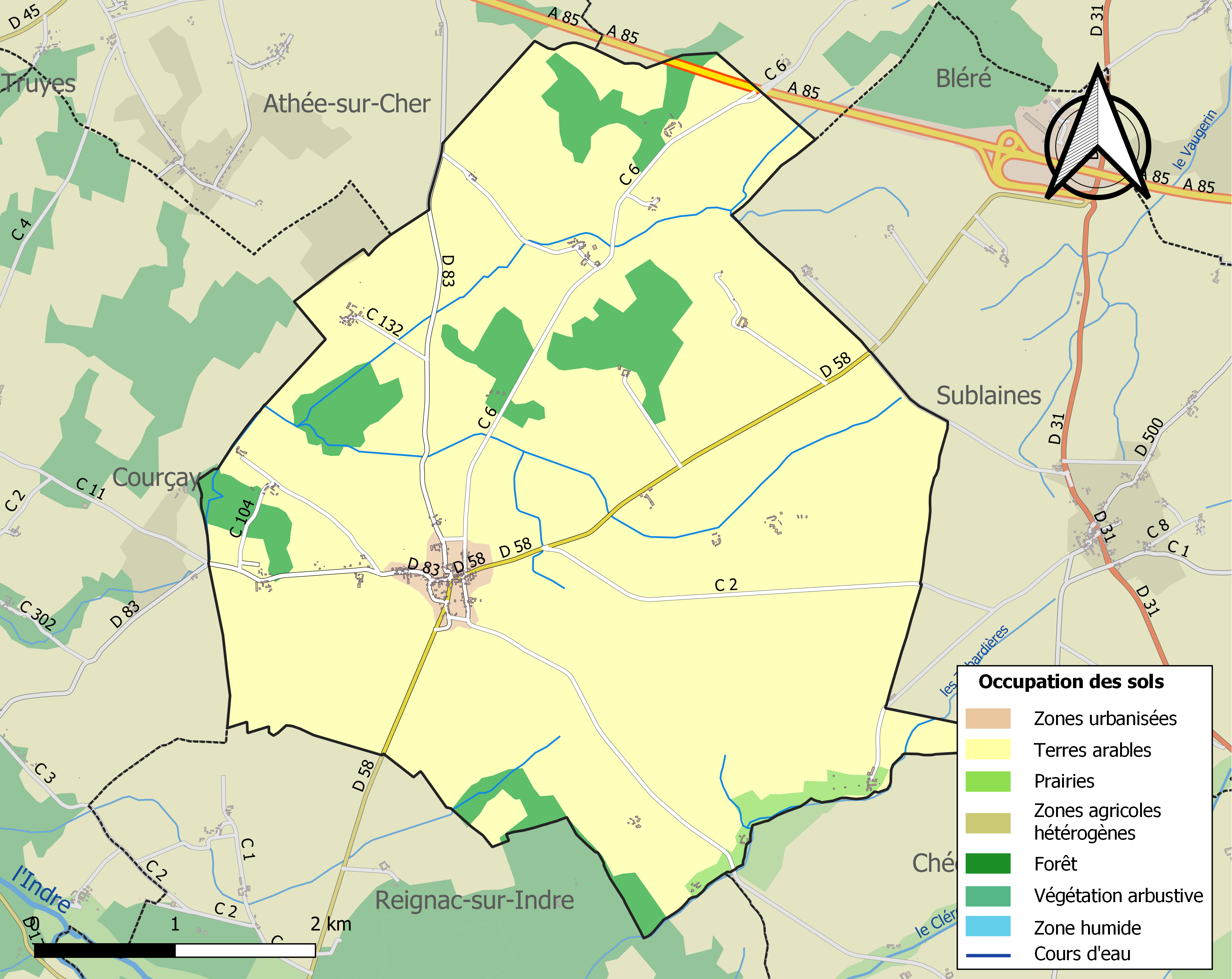
Carte des infrastructures et de l'occupation des sols de la commune en 2018 (CLC).

### Morphologie urbaine

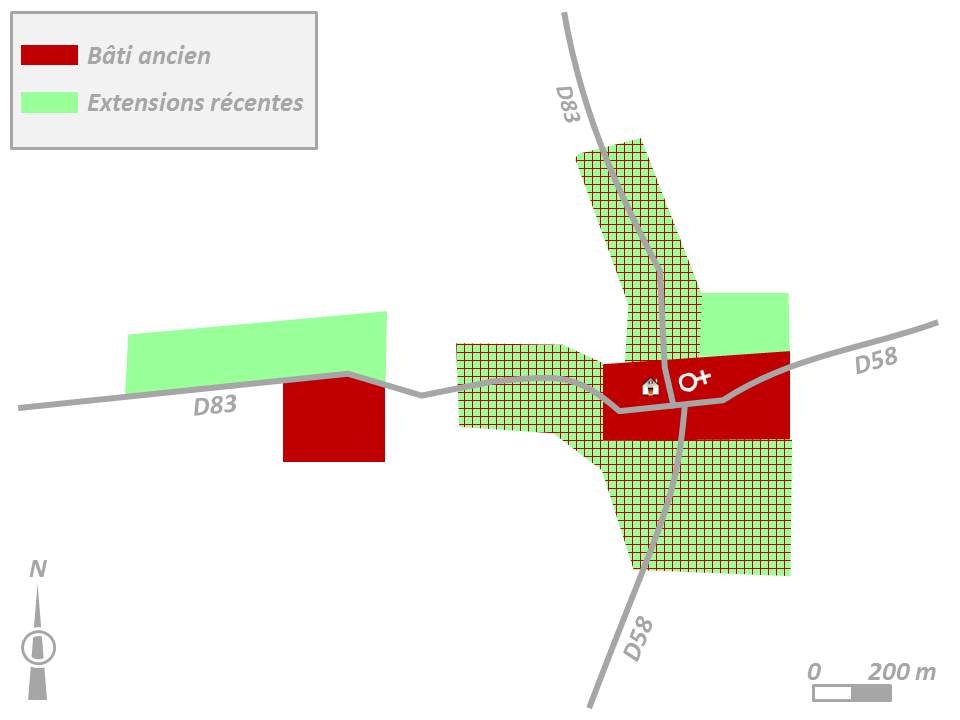
Plan schématisé du bourg.

Le plan local d'urbanisme (PLU) de Cigogné, révisé en 2012, identifie un habitat communal structuré en trois groupes :
- le centre-bourg, à l'origine concentré autour de l'église et de l'ancien château, mais dont le bâti tend à se densifier de façon irrégulière, sous forme pavillonnaire, le long des routes qui rayonnent à partir du centre, vers le nord le long de la D83 en direction d'Athée-sur-Cher ou vers l'ouest le long de cette même route en direction de Courçay ; la surface bâtie, dans le périmètre défini par la position des panneaux d'entrée de bourg le long des routes, représente environ 39 % de la surface totale ;
- deux hameaux bien individualisés dotés eux aussi de constructions récentes ;
- dix-sept écarts, correspondant le plus souvent à des fermes (encore en activité ou reconverties au seul usage d'habitation) dépourvues, pour la plupart, de corps d'habitation récents.

### Logement
Le tableau ci-dessous présente une comparaison du logement à Cigogné et dans l'ensemble de l'Indre-et-Loire en 2011, au travers de quelques indicateurs, :
|                                                        | Cigogné | Indre-et-Loire |
| ------------------------------------------------------ | ------- | -------------- |
| Part des résidences principales (en %)                 | 84,6    | 88,4           |
| Part des logements vacants (en %)                      | 6,4     | 7,1            |
| Part des ménages propriétaires de leur logement (en %) | 84,2    | 58,6           |

L'habitat à Cigogné se caractérise par une proportion de ménages propriétaires de leur habitation très supérieure à la moyenne départementale ; le logement locatif ne représente que 13,8 % des résidences principales. En 2011, 53,2 % des ménages résidaient dans la commune depuis plus de 10 ans. En 1945, on dénombrait 62 résidences principales ; entre 1946 et 1990, 38 résidences principales supplémentaires ont été construites, puis 23 nouvelles entre 1991 et 2008, toujours sous forme de maisons individuelles : le nombre de résidences principales à Cigogné a pratiquement doublé depuis la fin de la Seconde Guerre mondiale.
Les résidences secondaires représentent 9,9 % des habitations de Cigogné, soit plus du double de la moyenne de l'Indre-et-Loire qui s'établit à 4,4 %,.

### Aménagements récents ou en projet

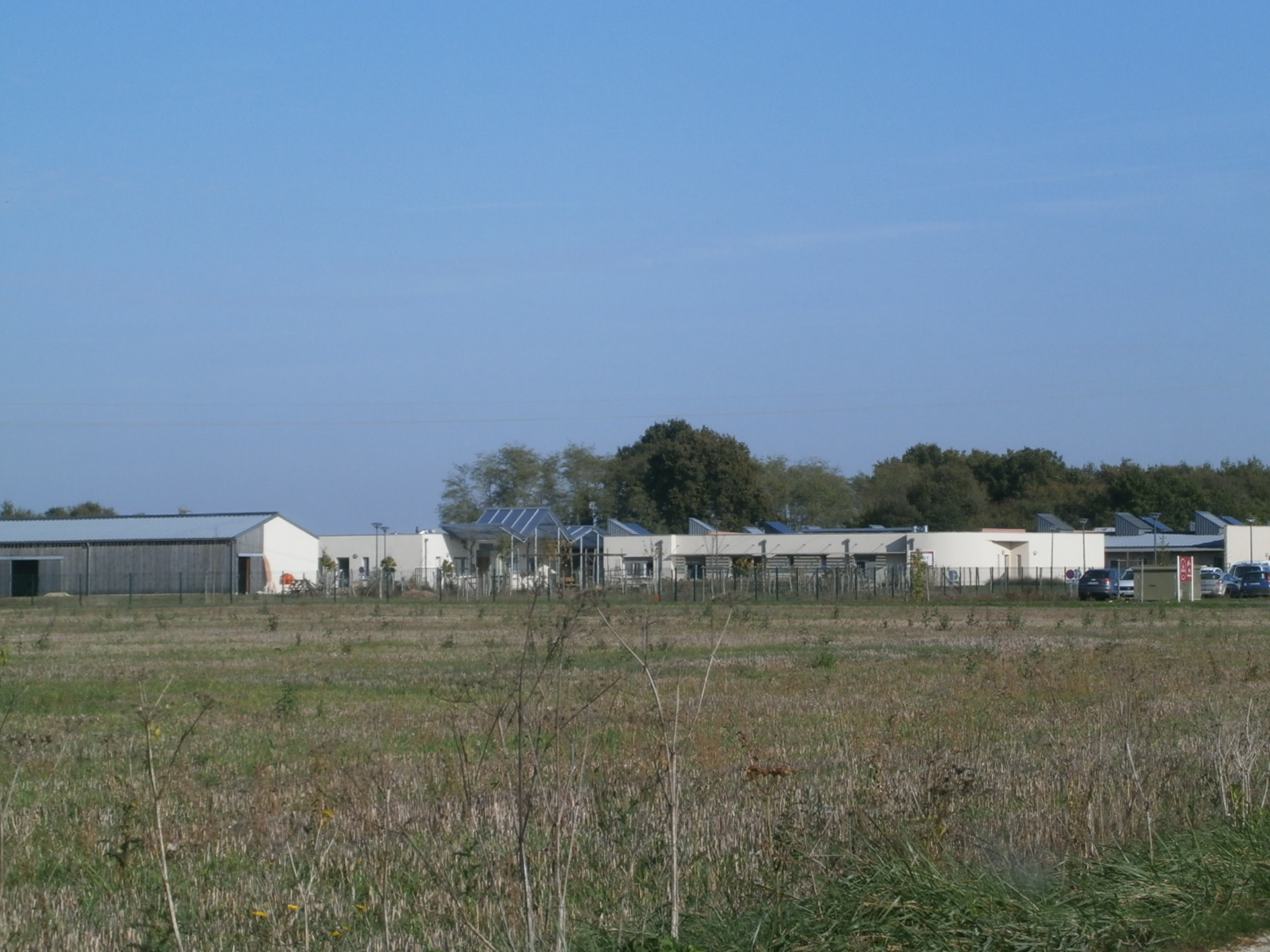
Foyer d'hébergement spécialisé.

Un foyer d’hébergement et de soins pour adultes à mobilité réduite s'est ouvert en 2012 sur le territoire communal. Il propose 40 logements à caractère social sur une emprise totale de 37 000 m2.
Le programme local de l'habitat (PLH) géré par la communauté de communes de Bléré Val de Cher (CCBVC) pour la période 2012-2017 a fixé comme objectif pour la commune de Cigogné la construction de deux à trois logements neufs par an dont un à deux logements sociaux par an ; cette mesure, combinée à une diminution du nombre de logements vacants, vise à accompagner l'augmentation de la population enregistrée depuis une trentaine d'années.
Le PLU prévoit également d'autres équipements dont l'échéance n'est pas fixée, comme la réalisation d'une voie de contournement du centre-bourg pour les engins agricoles, la création d'équipements collectifs (salle associative, bâtiments scolaires) ou la sécurisation des voies d'accès au bourg.

### Risques naturels et technologiques

#### Risques naturels
En relation étroite avec son zonage géologique, le territoire communal de Cigogné est exposé, à des degrés divers selon les zones concernées, à un risque de mouvements de terrain consécutifs à la sécheresse et dû à des phases successives de retrait-gonflement des argiles pouvant fragiliser les fondations des bâtiments.
Les zones supportant le centre-bourg et le vallon du ruisseau des Tabardières sont soumises à un aléa « moyen » face à ce risque, le reste du territoire communal étant exposé à un aléa « fort », selon l'échelle définie par le Bureau de recherches géologiques et minières (BRGM).
Même si le département d’Indre-et-Loire, notamment sa frange sud-ouest, a connu dans l’histoire plusieurs tremblements de terre d’importance non négligeable (38 séismes y ont été recensés entre 577 et le XXe siècle,), la commune de Cigogné est située en zone de sismicité faible, soit de niveau 2 sur une échelle de 1 à 5. La sismicité, au niveau départemental, décroît de 3 (modérée) au sud-ouest du département à 1 (très faible) au nord-est.

#### Risques technologiques
L'entreprise EPC France, spécialisée dans la fabrication d'explosifs civils, a implanté un site de stockage d'une capacité maximale autorisée de 50 tonnes d'explosifs et 200 kg de détonateurs au nord-est du territoire de Cigogné, à proximité des limites avec Bléré et Sublaines ; 900 tonnes d'explosifs transitent annuellement par cette installation classée pour la protection de l'environnement, site classé Seveso niveau haut. Sa présence entraîne des servitudes particulières aussi bien pour l'exploitant que pour l'environnement (les riverains les plus proches se trouvent à 300 m), consignées dans un plan de prévention des risques technologiques (PPRT) présenté au public le 19 mars 2012 et précisées dans le plan local d'urbanisme de Cigogné ; les risques d'explosion et d'effets de souffle induits existent lors des manipulations des produits sur le site, mais également lors du transport routier des explosifs et détonateurs.

## Toponymie

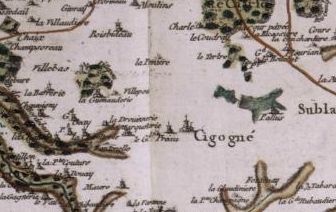
Cigogné sur la carte de Cassini.

Le nom de la localité est attesté sous la forme Villa Ciconiacum en 943, dans un diplôme de Louis d'Outremer ; puis l'ecclesia de Ciconiaco (1118, charte de l'abbaye de Saint-Julien), ensuite ecclesia de Cigoigniaco (1231, cartulaire de l'archevêché de Tours) ; au XIVe siècle, on trouve Cigoigné, et la carte de Cassini, au XVIIIe siècle, mentionne le lieu sous sa forme actuelle Cigogné.
Fernand Lechanteur propose comme origine un dérivé du nom latin ciconia qui désigne, outre l'oiseau, l'appareil servant à puiser de l'eau et qui est fréquemment répandu dans la toponymie régionale. Le toponymiste Ernest Nègre avance la possibilité d'un  *Sigoniacum, avec Sigo(n), anthroponyme d'origine germanique. Dans les deux cas, appellatif ou anthroponyme, la terminaison -é s'explique par l'évolution régulière du suffixe -(i)acum d'origine gauloise, qui indique un lieu ou une propriété et dont l'aboutissement dans cette partie sud ouest du domaine d’oïl est précisément -é, alors que -y est plus général.
La Cour Pavée est un lieu-dit qui doit peut-être son nom à une structure territoriale carolingienne, la cour, domaine clos appartenant à un riche propriétaire de plusieurs villae.
En bordure de la D85, au nord du bourg, le lieu-dit la Cure doit son nom à ce qu'en 1213 un logement y était réservé pour l'archevêque de Tours lorsqu'il était en déplacement dans son diocèse.
Les Paluds, en bordure de la route de Cigogné à Bléré, étaient au Moyen Âge une des nombreuses possessions des moines de Saint-Julien sur la paroisse de Cigogné. Le nom du lieu-dit évoque bien sûr le nom latin palus, paludis (le marais) et, de fait, les Paluds furent longtemps une zone très humide du territoire de Cigogné, en raison d'une géologie très localement spécifique, où le calcaire lacustre s'est compacté et est devenu plus imperméable.

## Histoire

### De la Préhistoire à l'Antiquité

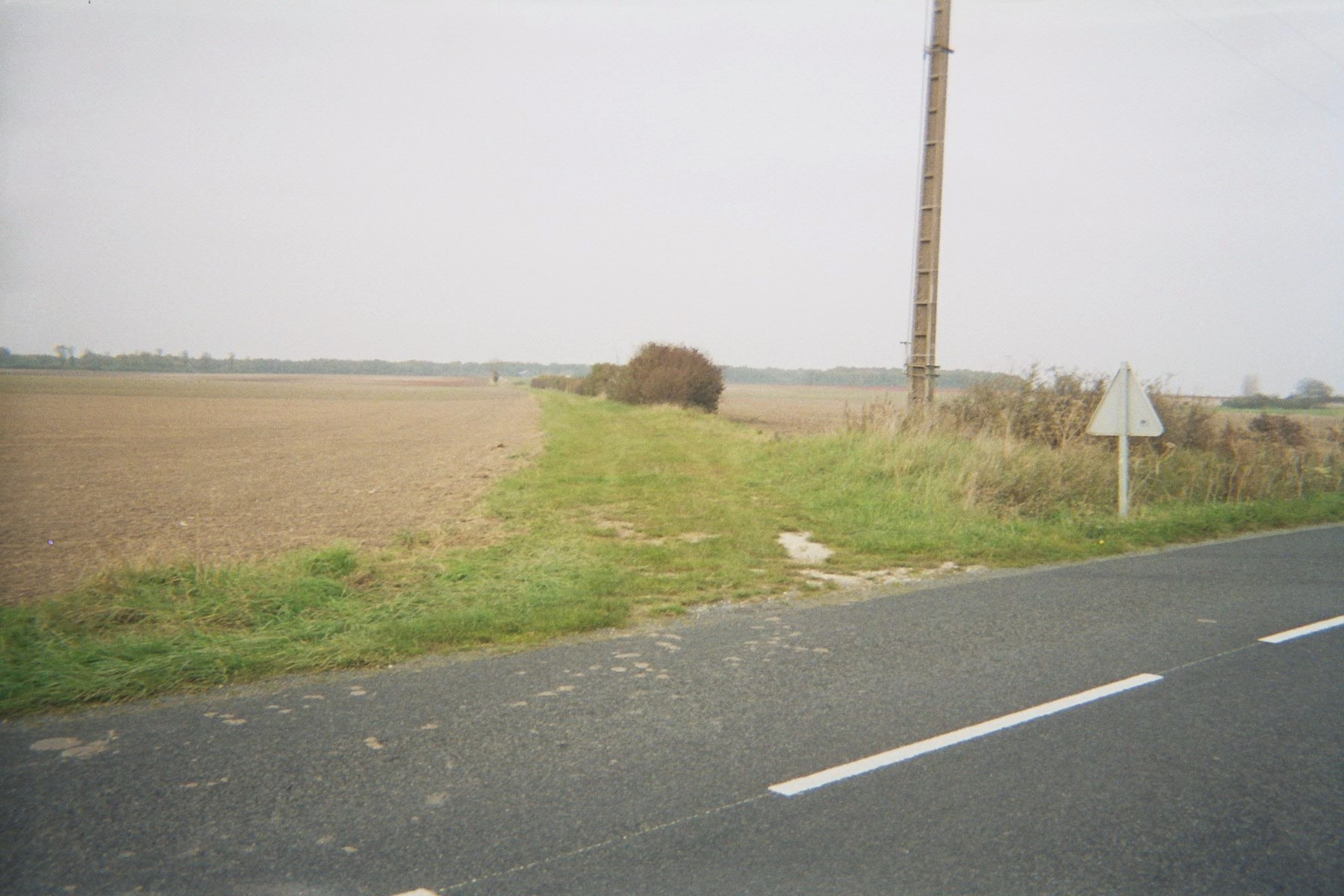
La voie Vendôme-Poitiers à l'est du bourg de Cigogné.

Le plateau de Cigogné a été occupé par l'homme depuis le Néolithique ; de nombreuses haches polies retrouvées en témoignent. L'une d'elles, en éclogite, une roche métamorphique qui ne se rencontre pas en Touraine, atteste de mouvements de populations sur des distances importantes : les gisements d'éclogite les plus proches se trouvent en Loire-Atlantique.
Les vestiges de l'âge du bronze sont représentés par les traces de plusieurs enclos probablement liés à des activités agricoles précoces, situés sur le plateau, notamment près du hameau des Tabardières, et révélés par l'archéologie aérienne,.
La voie antique de Vendôme à Poitiers passait par le territoire de Cigogné. Entrée sur le territoire de Cigogné au nord-est, où elle matérialise un temps la limite communale avec Sublaines sous forme d'un chemin toujours existant, elle poursuit son parcours vers le sud-ouest en ligne presque droite, passe à l'est du bourg de Cigogné et rejoint la D58 sur Reignac-sur-Indre ; son parcours est presque totalement persistant sur Cigogné sous forme de chemins ou de limites parcellaires. Des fouilles réalisées sur les communes voisines de Bléré et Sublaines à l'occasion de la construction de l'autoroute A85 ont révélé sa structure : une emprise de plus de 20 m de large, fossés latéraux compris, et une chaussée composée de couches de pierres compactées successives maintenues latéralement par des pierres posées sur chant.

### Moyen Âge
Vers 940, Théotolon, archevêque de Tours depuis 931, décide de relever dans cette ville l'abbaye de Saint-Julien, fondée pendant l'épiscopat de Grégoire de Tours mais saccagée par les raids normands sur la vallée de la Loire en 853. Pour assurer à cette abbaye des revenus suffisants, Théotolon la dote de possessions foncières aussi bien dans Tours que dans le reste de son diocèse. C'est probablement dans ce cadre qu'il fonde, vers 942, dans le lieu qui s'appelle encore Villa Ciconiacum, une chapelle dédiée à Sainte Marie ; en 943, un diplôme de Louis d'Outremer confirme à Théotolon ses droits sur Saint-Julien et ses dépendances, dont la chapelle Sainte-Marie et le bourg qui l'entoure. En 979, Gandelbert, neveu d'Hardouin, archevêque de Tours, reconnaît aux moines de Saint-Julien la possession de la moitié des dîmes de Cigogné qui leur avaient été accordées par Théotolon, à charge pour eux de fonder et d'entretenir un prieuré sur le territoire de Cigogné ; ce sera le prieuré Saint-Fiacre.
Ciconias relevait de la viguerie d'Amboise. Cette référence, non datée, remonte probablement à la fin du Xe siècle au plus tard, puisqu'au tournant du XIe siècle toutes les vigueries avaient disparu en Touraine.
En 1014, Foulques Nerra accorde à son compagnon d'armes Lisois d'Amboise la possession du fief de Cigogné, entre autres domaines, en cadeau à l'occasion de son mariage ; s'il change de mains, Cigogné reste une des nombreuses possessions du comté d'Anjou dans cette partie de la Touraine où les terres des comtes d'Anjou et leurs ennemis de la maison de Blois sont, et pour encore une trentaine d'années, étroitement imbriquées avant la victoire décisive des Angevins sur les Blésois lors de la bataille de Nouy en 1044.
La voie antique de Vendôme à Poitiers s'est muée en un tronçon d'un chemin de pèlerinage vers Saint-Jacques-de-Compostelle ; pourtant, aucune source ne semble mentionner que le bourg de Cigogné, implanté à l'écart du chemin, ait profité de cette situation, comme Reignac-sur-Indre, que la voie traverse, a pu le faire.

### Époque moderne

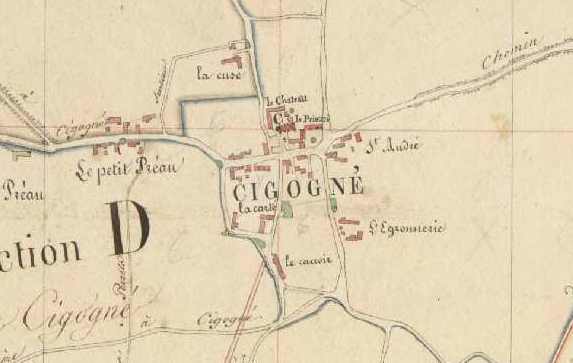
Cigogné sur le cadastre napoléonien.

En 1492, une épidémie de peste sévit à Loches, faisant 800 morts de la fin juin à Noël ; le cimetière de la chapelle Saint-André sert à ensevelir une partie de ces victimes. En 1789, utilisée comme grange et ruinée, elle est vendue par le conseil de fabrique de la paroisse. La somme recueillie est utilisée pour doubler intérieurement d'un lambris la charpente de l’église. En 1823 toutefois, Saint-André (la chapelle ou le lieu-dit) figure encore sur la cadastre napoléonien.
Les religieux de Saint-Julien, toujours propriétaires de Cigogné, concèdent, en 1565, des baux à ferme sur la paroisse à charge pour les preneurs, en plus d'une rente à Saint-Julien, de s'acquitter de la rémunération du curé.
En 1692, Gaétan de Thienne est « chevalier, seigneur de Cigogné, Razay, le Chastellier et d'autres lieux » comme en témoigne une déclaration faite par lui au prieuré du Liège (noté Lièze dans les documents d'époque).
Le chemin de Saint-Jacques-de-Compostelle, principale itinéraire de Paris vers l'Espagne jusqu'au troisième quart du XVIIIe siècle, perd très rapidement la totalité de son trafic lorsqu'est ouverte en 1775 la nouvelle route d'Espagne par Vendôme et Tours. Le prieuré de Saint-Fiacre fondé au Xe siècle disparaît à la Révolution, ses bâtiments étant vendus en 1791 puis démantelés. Quelques vestiges en subsistent au sud-est de l'église. Un peu plus tard, vers la fin du mois de septembre 1798, le curé de Cigogné sera déporté à l'île de Ré pour avoir parcouru le bourg en soutane et en sonnant les offices religieux. Dans la même période, d'autres curés de Cigogné se rendront coupables de « méfaits » similaires.

### Époque contemporaine
La Première Guerre mondiale a fait treize victimes parmi les habitants de Cigogné, tués ou disparus dans le Nord de la France, mais aussi en Belgique ou en Italie, alors que la commune comptait 392 habitants en 1912.
La présence de la ligne de démarcation qui, entre le 22 juin 1940 et le 28 février 1943, coupait le territoire en deux du nord au sud, à 1,5 km à l'ouest du chef-lieu communal, a marqué l'histoire récente de Cigogné ; les deux hameaux de la Marquetterie et du Préau abritaient respectivement les postes allemand (à l'ouest de la ligne) et français (à l'est) ; en 1940, le poste français sous la responsabilité du commandant Costantini,, qui allait créer quelque temps plus tard le maquis d'Épernon dans le sud-est du département. Un petit buisson se trouvait à proximité et, chaque jour, un factionnaire allemand s'y embusquait avec son arme pour surveiller la ligne jusqu'à ce qu'une vieille femme de Cigogné, prétextant un besoin urgent de bois pour son feu, ne rase le buisson, privant l'occupant de son poste d'observation favori. C'est à Cigogné que se négocie la réalisation pratique du balisage de la ligne entre Bléré et Ciran. Les Allemands mettent en place les piquets désormais fournis par les Français. En contrepartie de cette fourniture matérielle, la ligne d'autocars entre Tours et Loches est rétablie. Plus par besoin de continuer à vivre « normalement » malgré les difficultés de la guerre que par volonté de résister, même symboliquement, à l’occupant, les Tourangeaux fréquentent toujours les bals, malgré l’interdiction édictée par le gouvernement de la Troisième République dès la déclaration de la guerre et confirmée par le régime de Vichy ; c’est ainsi que le 6 janvier 1945, le tenancier d’un hôtel de Cigogné est verbalisé, probablement après dénonciation, pour avoir organisé un bal clandestin.

## Politique et administration

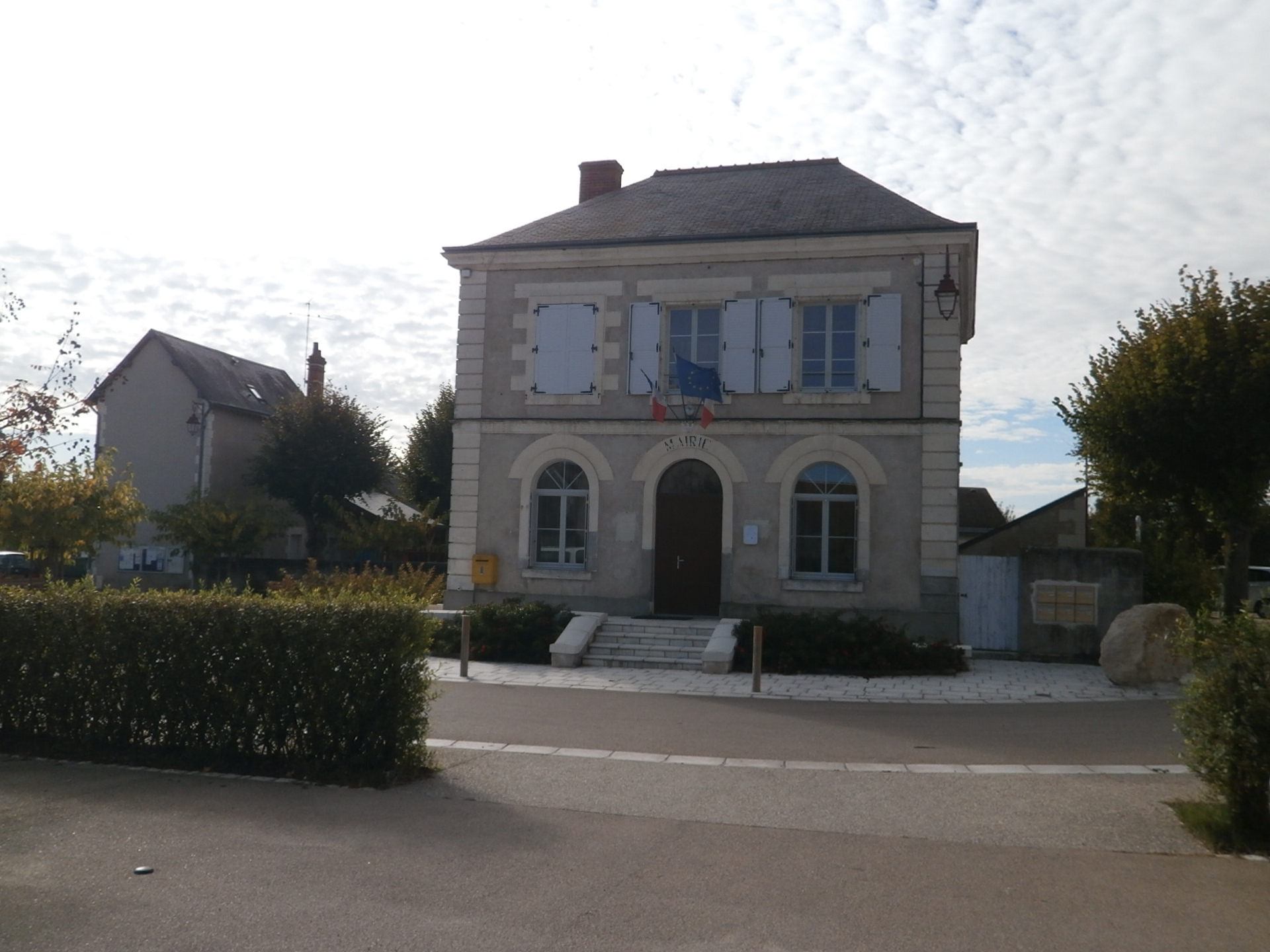
La mairie.

### Situation administrative
Cigogné fait partie du canton de Bléré qui, depuis le redécoupage cantonal de 2014, regroupe seize communes autour de Bléré, le chef-lieu de canton. À l'issue du second tour des élections départementales de 2015, Jocelyne Cochin et Vincent Louault (Liste de l'union de la droite) sont élus conseillers départementaux du canton de Bléré.
Elle est rattachée à l'arrondissement de Loches et à la 2e circonscription de l'Indre-et-Loire, dont la députée est Claude Greff (UMP), depuis 2012.

### Tendances politiques et résultats
À l'exception de l'élection régionale de 2004 lors de laquelle le candidat de gauche est arrivé en tête, les électeurs de Cigogné ont toujours voté majoritairement pour le candidat de la droite. Lors de l'élection européenne de 2014, ils ont placé la liste du Front national en tête de leurs suffrages. Le mode de constitution des listes électorales pour les scrutins municipaux dans les « petites » communes ne favorise pas l'émergence d'une tendance politique claire.

#### Élection présidentielle de 2017
En 2017, au deuxième tour des élections présidentielles, Emmanuel Macron (En marche !), élu, a obtenu 69,57 % des voix et Marine Le Pen (FN), 30,43 %. Le taux de participation s'est élevé à 80,09 %.

#### Élections municipales en 2008 et 2014
Le nombre d'habitants lors du dernier recensement étant compris entre 100 et 499 habitants, le nombre de membres du conseil municipal est de 11.
Lors des élections municipales de 2008, les 11 conseillers municipaux ont été élus dès le premier tour ; le taux de participation était de 76,86 %.
Lors des élections municipales de 2014, les 11 conseillers municipaux ont également été élus dès le premier tour, avec un taux de participation de 75,00 %.

### Liste des maires
| Période                                  | Période                       | Identité         | Étiquette | Qualité |
| ---------------------------------------- | ----------------------------- | ---------------- | --------- | --- |
| Les données manquantes sont à compléter. |                               |                  |           | |
| 1801                                     | 1814                          | Boisset          |           | |
| 1814                                     | 1814                          | Louis Briau      |           | |
| 1814                                     | 1815                          | Pierre Babault   |           | |
| 1815                                     | 1830                          | Louis Champion   |           | |
| 1830                                     | 1840                          | Léon Viot        |           | |
| 1840                                     | 1851                          | Louis Rossignol  |           | |
| 1851                                     | 1856                          | Briault          |           | |
| 1856                                     | 1870                          | Gallicher        |           | |
| 1870                                     | 1878                          | Oudin Raveneau   |           | |
| 1878                                     | 1900                          | Casimir Raveneau |           | |
| 1900                                     | 1925                          | Jean Bichet      |           | |
| 1925                                     | 1925                          | Sylvain Violeau  |           | |
| 1925                                     | 1944                          | Edmond Dubreuil  |           | |
| 1944                                     | 1946                          | Emmanuel Benoît  |           | |
| 1946                                     | 1955                          | Norbert Girollet |           | |
| 1955                                     | 1966                          | Edmond Dubreuil  |           | |
| 1966                                     | 1971                          | Gaston Lefrère   |           | |
| 1971                                     | 1977                          | Pierre Dubreuil  |           | |
| 1977                                     | 1995                          | Bernard Girollet | DVD       | |
| 1995                                     | 2014                          | Gérard Jacques   | DVD       | |
| 2014                                     | En cours (au 10 octobre 2014) | Vincent Louault  | Horizons  | Agriculteur Conseiller départemental du canton de Bléré depuis 2015 Président de la Communauté de communes depuis 2020, Sénateur depuis septembre 2023 |

### Instances judiciaires et administratives
Jusqu'en fin 2009, les habitants de Cigogné relevaient de la juridiction du tribunal d'instance de Loches. Depuis le 1er janvier 2010 et la réforme de la carte judiciaire, c'est le tribunal d'instance de Tours qui est compétent pour l'ensemble du département ; toutes les juridictions intéressant Cigogné sont ainsi regroupées à Tours, exception faite du tribunal administratif et de la cour d'appel qui siègent à Orléans.
La commune se trouve dans la circonscription de gendarmerie de la brigade de proximité de Cormery.

### Intercommunalité
Cigogné fait partie, depuis sa création le 14 décembre 2000, de la communauté de communes de Bléré Val de Cher (CCBVC) qui regroupe 15 communes pour une population de 20 287 habitants, dont 5 234 pour la seule commune de Bléré, en 2011. Au sein de la CCBVC, Cigogné est l'avant-dernière commune par rang de population décroissante.
La commune de Cigogné est également adhérente, au travers de la CCBVC, du Syndicat de Pays Loire-Touraine, structure intercommunale sous forme de syndicat mixte chargée de coordonner les projets qui dépassent le cadre des six communautés de communes qui y adhèrent.
Regroupant les seize communes du canton de Bléré ainsi que Véretz et Larçay, le Syndicat intercommunal de Bléré Val-de-Cher (SIBVC) « a une compétence unique qui est la vicinalité. » Travaillant exclusivement pour des collectivités territoriales, y compris celles qui n'y adhèrent pas, il peut notamment prendre en charge les travaux d'entretien du réseau vicinal.
Le Syndicat intercommunal d'énergie d'Indre-et-Loire (SIEIL) assure le contrôle et la coordination de l'ensemble des concessionnaires opérant sur l'Indre-et-Loire dans le domaine de la distribution de gaz et d'électricité ; il intervient également sur le renforcement du réseau de distribution d'électricité. Fondé en 1937, il a progressivement évolué dans le contexte d'ouverture des marchés de l'énergie à la concurrence.
Par arrêté préfectoral en date du 23 avril 2008, toutes les communes d'Indre-et-Loire, Tours exceptée, adhèrent au SIEIL à titre individuel.
Le Syndicat intercommunal pour la surveillance des cavités souterraines et des masses rocheuses (Cavités 37) compte 105 communes adhérentes en Indre-et-Loire, dont Cigogné. Il a pour missions de réaliser des relevés topographiques dans les zones sous-cavées et d'intervenir en appui technique et scientifique lors de la réalisation des documents communaux comme les plans locaux d'urbanisme (PLU) ou les plans de prévention des risques technologiques (PPRT),.

### Politique environnementale

#### Eau et assainissement
Bien que ne faisant pas partie de la communauté de communes Loches Développement (CCLD), Cigogné, après signature d'une convention, bénéficie des prestations de la Régie eau potable et assainissement, créée par la CCLD le 1er janvier 2012, en matière d'organisation de la distribution d'eau potable et d'entretien du réseau d'assainissement.
Au 31 décembre 2012, le service d'adduction d'eau potable dessert 169 abonnés. Celle-ci est prélevée dans trois forages exploitant la nappe du séno-turonien sur le territoire de la commune de Reignac-sur-Indre. Après déferrisation et traitement UV, l'eau est distribuée ou envoyée dans un réservoir de stockage,.
Pour les 98 abonnés de Cigogné (nombre arrêté au 31 décembre 2012), le traitement des eaux usées est assuré par deux stations d'épuration (STEP) équipées d'un dispositif de filtration sur lit de roseaux ; d'une capacité de 400 et 40 EH, elles desservent respectivement le bourg et le hameau du Coudray.

#### Déchets ménagers
Cet aspect de la politique environnementale est géré par la CCBVC pour l'ensemble de ses communes adhérentes.
Une collecte hebdomadaire des ordures ménagères et des emballages ménagers est assurée en porte-à-porte,.
Des conteneurs pour le verre et les journaux-revues-magazines sont disposés sur deux sites du territoire communal. Une collecte des encombrants est réalisée une fois par an en porte-à-porte. Les habitants de Cigogné peuvent en outre se procurer, auprès de la communauté de communes, des bacs pour le compostage de leurs déchets végétaux. Enfin, ils ont accès à trois déchèteries dont la plus proche est celle d'Athée-sur-Cher, distante de 7 km.
Les habitants de Cigogné peuvent enfin apporter leurs déchets d'activités de soins à risques infectieux (DASRI) à des permanences assurées au siège de la communauté de communes.

#### Gestion des ressources en eau
La CCBVC encourage les administrés de ses communes adhérentes à réduire leur consommation d'eau du réseau communal ; c'est dans cet objectif que, grâce à une participation financière incitative de la région Centre, elle leur permet de s'équiper en récupérateurs d'eau de pluie.

#### Fleurissement de la commune
L'association La Cigogne fleurie organise, depuis 2011, un concours annuel de fleurissement extérieur et intérieur des maisons.

### Finances locales
Le tableau ci-dessous présente quelques éléments des finances locales de Cigogné, sur une période de neuf ans :
| Années | Résultat comptable | Résultat comptable   | Besoin () ou capacité () de · financement des investissements | Besoin () ou capacité () de · financement des investissements | Capacité d'autofinancement (CAF) | Capacité d'autofinancement (CAF) |
| Années | Cigogné            | Moyenne de la strate | Cigogné                                                       | Moyenne de la strate                                          | Cigogné                          | Moyenne de la strate             |
| ------ | ------------------ | -------------------- | ------------------------------------------------------------- | ------------------------------------------------------------- | -------------------------------- | -------------------------------- |
| 2005   | 45                 | 133                  | 121                                                           | 7                                                             | 45                               | 134                              |
| 2006   | 94                 | 139                  | 6                                                             | 17                                                            | 85                               | 140                              |
| 2007   | 115                | 156                  | 109                                                           | 25                                                            | 115                              | 159                              |
| 2008   | 162                | 142                  | 170                                                           | 12                                                            | 170                              | 146                              |
| 2009   | 159                | 140                  | 262                                                           | 9                                                             | 159                              | 145                              |
| 2010   | 153                | 134                  | 154                                                           | 16                                                            | 153                              | 140                              |
| 2011   | 146                | 157                  | 3                                                             | 1                                                             | 146                              | 162                              |
| 2012   | 172                | 160                  | 171                                                           | 1                                                             | 172                              | 168                              |
| 2013   | 129                | 147                  | 159                                                           | 11                                                            | 129                              | 156                              |

Quelques tendances générales, toujours en comparant Cigogné avec la moyenne de sa strate (communes de 250 à 500 habitants appartenant à un groupement fiscalisé), se dégagent à l'examen de ces données.
On constate, à l'examen de ces comptes, que la capacité d'autofinancement, après avoir été très inférieure à la moyenne de la strate au début de la période de référence, s'établit à partir de 2008 aux alentours de cette moyenne, sans fluctuation importante. Le même constat peut être fait pour le résultat comptable.
La capacité de financement des investissements n’évolue pas de façon nette ou durable ; les fluctuations importantes d'une année sur l'autre ne peuvent être interprétées au regard des seules données présentées.

### Jumelages

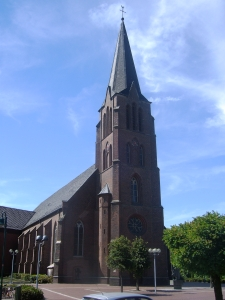
L'église Saint-Pierre-et-Paul de Garrel.

Garrel (Allemagne). La commune de Cigogné ne fait l'objet, en son nom propre, d'aucun jumelage. Toutefois, au travers du canton de Bléré, dont elle fait partie, elle est liée à la charte de jumelage signée entre ce canton et la commune allemande de Garrel en Basse-Saxe. Ce jumelage, officialisé en 1966, fut l'un des premiers jumelages franco-allemands.

## Population et société

### Démographie

#### Évolution démographique
Les registres paroissiaux de Cigogné sont connus depuis 1641. En 1687, ils nous apprennent que Cigogné comptait 76 feux, puis 142 en 1787, dernière valeur connue avant la mise en place des recensements en nombre d'habitants.
L'évolution du nombre d'habitants est connue à travers les recensements de la population effectués dans la commune depuis 1793. Pour les communes de moins de 10 000 habitants, une enquête de recensement portant sur toute la population est réalisée tous les cinq ans, les populations de référence des années intermédiaires étant quant à elles estimées par interpolation ou extrapolation. Pour la commune, le premier recensement exhaustif entrant dans le cadre du nouveau dispositif a été réalisé en 2007.

En 2022, la commune comptait 462 habitants, en évolution de +6,45 % par rapport à 2016 (Indre-et-Loire : +1,67 %, France hors Mayotte : +2,11 %).
| 1793 | 1800 | 1806 | 1821 | 1831 | 1836 | 1841 | 1846 | 1851 |
| ---- | ---- | ---- | ---- | ---- | ---- | ---- | ---- | ---- |
| 409  | 283  | 488  | 390  | 405  | 410  | 411  | 434  | 409  |

| 1856 | 1861 | 1866 | 1872 | 1876 | 1881 | 1886 | 1891 | 1896 |
| ---- | ---- | ---- | ---- | ---- | ---- | ---- | ---- | ---- |
| 414  | 397  | 360  | 358  | 353  | 355  | 377  | 343  | 351  |

| 1901 | 1906 | 1911 | 1921 | 1926 | 1931 | 1936 | 1946 | 1954 |
| ---- | ---- | ---- | ---- | ---- | ---- | ---- | ---- | ---- |
| 358  | 375  | 392  | 337  | 327  | 347  | 351  | 335  | 328  |

| 1962 | 1968 | 1975 | 1982 | 1990 | 1999 | 2006 | 2007 | 2012 |
| ---- | ---- | ---- | ---- | ---- | ---- | ---- | ---- | ---- |
| 301  | 282  | 230  | 213  | 256  | 307  | 318  | 320  | 373  |

| 2017 | 2022 | - | - | - | - | - | - | - |
| ---- | ---- | - | - | - | - | - | - | - |
| 434  | 462  | - | - | - | - | - | - | - |

Cigogné a connu, depuis le début du XIXe siècle et jusqu'à la fin des années 1970, un exode massif, perdant sur cette période plus de 56 % de ses habitants. Le phénomène semble toutefois enrayé puisque depuis le début des années 1980, la population de la commune croît à nouveau et qu'en 2012, Cigogné a retrouvé son effectif du début du XXe siècle. La population de la commune est, en outre, caractérisée par sa grande jeunesse : 65,1 % des hommes et 62,8 % des femmes ont moins de 45 ans, alors que ces proportions ne sont respectivement que de 57,4 % et 53,3 % sur le plan départemental, soit près de 10 points de moins.
Entre 1968 et 1982, la diminution de la population de Cigogné était principalement attribuable à un solde migratoire nettement déficitaire ; à partir de 1982, la tendance se renverse et sous l'effet d'un solde migratoire excédentaire, la population augmente. Cet accroissement est également dû au solde naturel fortement positif, comme le montrent les données du tableau ci-dessous, sous les effets conjoints d'un taux de natalité en hausse et d'un taux de mortalité en baisse. Entre 2010 et 2015, la commune connait même la deuxième plus forte croissance démographique du département, sa population augmentant de près d'un tiers grâce à ses terrains disponibles et sa proximité de l'autoroute A85 qui mène à la ville de Tours.
|                                           | 1968 - 1975 | 1975 - 1982 | 1982 - 1990 | 1990 - 1999 | 1999 - 2010 |
| ----------------------------------------- | ----------- | ----------- | ----------- | ----------- | ----------- |
| Taux de variation annuel de la population | - 2.9       | - 1.1       | + 2,3       | + 2,1       | + 0,8       |
| Solde naturel                             | + 0,1       | - 0,2       | - 0,2       | + 0,8       | + 0,7       |
| Solde migratoire                          | - 3,0       | - 0,9       | + 2,5       | + 1,3       | + 0,1       |

#### Pyramide des âges
La population de la commune est relativement jeune.
En 2018, le taux de personnes d'un âge inférieur à 30 ans s'élève à 39,1 %, soit au-dessus de la moyenne départementale (34,9 %). À l'inverse, le taux de personnes d'âge supérieur à 60 ans est de 19,0 % la même année, alors qu'il est de 27,8 % au niveau départemental.
En 2018, la commune comptait 233 hommes pour 219 femmes, soit un taux de 51,55 % d'hommes, largement supérieur au taux départemental (48,09 %).
Les pyramides des âges de la commune et du département s'établissent comme suit.
| Hommes | Classe d’âge | Femmes |
| ------ | ------------ | ------ |
| 0,5    | 90 ou +      | 0,5    |
| 3,6    | 75-89 ans    | 4,9    |
| 15,4   | 60-74 ans    | 13,1   |
| 19,3   | 45-59 ans    | 20,0   |
| 20,1   | 30-44 ans    | 24,7   |
| 18,1   | 15-29 ans    | 19,3   |
| 23,1   | 0-14 ans     | 17,6   |

| Hommes | Classe d’âge | Femmes |
| ------ | ------------ | ------ |
| 0,9    | 90 ou +      | 2,2    |
| 7,9    | 75-89 ans    | 10,2   |
| 17,3   | 60-74 ans    | 18,1   |
| 19,8   | 45-59 ans    | 19,1   |
| 17,9   | 30-44 ans    | 17,2   |
| 18,5   | 15-29 ans    | 17,5   |
| 17,6   | 0-14 ans     | 15,6   |

### Enseignement
La commune de Cigogné est rattachée à l'académie d'Orléans-Tours. Cette académie fait partie de la zone B pour son calendrier de vacances scolaires.
En 2014, elle dispose d'une école maternelle d'une classe avec l'appui d'un agent territorial spécialisé des écoles maternelles (ATSEM) et d'une école élémentaire de 2 classes, scolarisant au total 55 élèves,. Les établissements d'enseignement secondaires se situent à Bléré, avec un collège ou Amboise avec deux collèges public et un privé ; trois lycées d'enseignement public sont ouverts à Amboise, deux d'entre eux dispensant un enseignement professionnel. À Amboise également, un lycée agricole prépare aux métiers de la viticulture et de l'œnologie. En partenariat avec le conseil général d'Indre-et-Loire, la CCBVC amis en place un service de transport desservant les communes de son territoire et à destination des établissements d'enseignement secondaire ou supérieur de Bléré, Esvres et Amboise.
Les établissements d'enseignement supérieur sont tous situés à Tours ou dans sa proche périphérie. Parmi eux, l'université pluridisciplinaire François-Rabelais propose, au sein d'une école polytechnique universitaire et de deux instituts universitaires de technologie s'appuyant sur une quarantaine de laboratoires de recherche, sept unités de formation et de recherche ; l'école supérieure de commerce et de management de Tours-Poitiers offre sur ses deux sites des formations Bac+3 ou Bac+5 ; l'école Brassart de Tours est spécialisée dans les arts graphiques.

### Manifestations culturelles et festivités
Cigogné propose, depuis 2008, trois rendez-vous annuels autour d'une randonnée pédestre au printemps, de la Fête de la musique le 21 juin et d'une brocante à l'automne.

### Équipements sociaux, culturels et sportifs
La commune disposait d'une salle polyvalente mais, devant la forte augmentation du nombre d'enfants scolarisés sur la commune, cette salle a dû être transformée en salle de classe.
La commune de Cigogné est équipée d'un terrain multisports et d'un terrain de football.

### Santé et services d'urgence
La commune de Cigogné ne dispose pas de professionnel de santé sur son territoire. Les médecins généralistes les plus proches exercent à Courçay et Reignac-sur-Indre. Les hôpitaux les plus proches sont les centres hospitaliers des Rives de l'Indre à Loches et Robert-Debré à Amboise.
Le centre d'incendie et secours le plus proche se trouve sur la commune voisine de Reignac-sur-Indre.

### Médias
Dans le domaine des médias audiovisuels, parmi les chaînes de télévision de télévision numérique terrestre (TNT) qui sont accessibles à tous les habitants de Cigogné, France 3 Centre-Val de Loire et TV Tours Val de Loire relaient plus spécifiquement les informations locales. Parmi les nombreuses stations de radio disponibles, on peut citer France Bleu Touraine, l'une des stations régionales du groupe Radio France, Graffic, basée à Loches et Radio Active, basée à Amboise et Montlouis-sur-Loire, plus spécialement consacrées à la musique et aux informations locales.

### Culte
Le territoire de la commune dépend de la paroisse Saint-Jacques-du-Val-de-Cher au sein du doyenné d'Amboise, lui-même partie de l'archidiocèse de Tours, au même titre que cinq autres doyennés. En 2014, cette paroisse dispose d'un lieu de culte à Cigogné, l'église Notre-Dame, où le culte catholique est célébré en alternance avec d'autres églises de la paroisse.
Monseigneur Bernard-Nicolas Aubertin est à la tête de l'archidiocèse de Tours depuis 2005.

### Énergie et télécommunications
En 2014, l'ensemble du réseau de téléphonie fixe déployé sur Cigogné est accessible à l'internet haut débit via les techniques  ADSL 2+ et VDSL2.
En raison de la présence d'un site du réseau Natura 2000 induisant une « sensibilité environnementale », le territoire communal de Cigogné est exclu des zones de développement potentiel de l'énergie éolienne en Indre-et-Loire.

## Économie

### Revenus et fiscalité
En 2015, le revenu fiscal médian par ménage est de 38 350 €, alors que la moyenne départementale s'établit à 32 011 € et que celle de la France métropolitaine est de 32 409 €.
Les indicateurs de revenus et de fiscalité à Cigogné et dans l'ensemble de l'Indre-et-Loire en 2011 sont présentés ci-dessous, :
|                                                                             | Cigogné | Indre-et-Loire |
| --------------------------------------------------------------------------- | ------- | -------------- |
| Revenu net déclaré par foyer fiscal (en €)                                  | 27 365  | 24 480         |
| Part des foyers fiscaux imposables sur l'ensemble des foyers fiscaux (en %) | 61,5    | 58,3           |

Le revenu moyen par foyer fiscal est nettement supérieur à la moyenne départementale, pour une proportion de foyers imposables également plus élevée.

### Emploi
Les deux tableaux ci-dessous présentent les chiffres-clés de l'emploi à Cigogné et leur évolution sur les six dernières années, :
|                               | Cigogné 2011 | Cigogné 2006 |
| ----------------------------- | ------------ | ------------ |
| Population de 15 à 64 ans     | 225          | 205          |
| Actifs (en %)                 | 81,4         | 75,2         |
| dont :                        |              |              |
| Actifs ayant un emploi (en %) | 71,6         | 72,2         |
| Chômeurs (en %)               | 9,7          | 2,4          |

|                                      | Cigogné 2011 | Cigogné 2006 |
| ------------------------------------ | ------------ | ------------ |
| Nombre d'emplois dans la zone        | 68           | 46           |
| Indicateur de concentration d'emploi | 41,6         | 30,4         |

Sur six ans, la population active de Cigogné a augmenté d'environ 10 %, mais le taux d'emploi de cette population active a légèrement baissé ; le chômage, à un niveau très faible en 2006, progresse très fortement et s'établit à près de 10 % de la population active communale. Le nombre d'emplois dans la zone a augmenté de manière très importante (+ 47,8 %) ; et bien davantage que le nombre d'actifs (+ 6,9 %) ; l'indicateur de concentration d'emploi progresse (+ 36,8 %) mais reste très faible en valeur absolue 42 emplois proposés pour 100 actifs. Cette valeur est en outre grossie par les besoins saisonniers en main d'œuvre liés aux activités agricoles déjà mentionnées et qui ne profitent pas, en grande majorité, aux habitants de la commune, étant préférentiellement occupés par des étudiants pendant leurs vacances estivales,.
En 2011, les actifs résidant à Cigogné travaillent en majorité dans une autre commune du département (80,1 %), voire hors du département (2,9 %) ou même de la région pour 1,2 % d'entre eux. Ils ne sont que 15,2 % à travailler sur place, et cette valeur est en baisse par rapport à 2006. L'analyse des déplacements domicile / travail présentée dans le PLU de Cigogné confirme cette situation en mentionnant l'existence, à environ 30 min de trajet routier du chef-lieu communal, de quatre agglomérations susceptibles d'attirer les habitants de Cigogné vers des pôles d’emplois à forte valeur économique.

### Entreprises et commerces
Le tableau ci-dessous détaille le nombre d'entreprises implantées à Cigogné selon leur secteur d'activité.
|                                                                 | Nombre d’établissements concernés |
| --------------------------------------------------------------- | --------------------------------- |
| TOTAL                                                           | 36                                |
| Agriculture                                                     | 16                                |
| Industrie                                                       | 1                                 |
| Construction                                                    | 3                                 |
| Commerce, transport et services divers                          | 14                                |
| Administration publique, enseignement, santé, et action sociale | 2                                 |

Sur les 36 entreprises recensées à Cigogné au 31 décembre 2011, 26 n'emploient aucun salarié et 10 ont un effectif compris entre 1 et 9 employés.
En 2012 et 2013, trois entreprises ont été créées à Cigogné, dont une dans le domaine de la construction et deux dans celui de l'administration publique, de l'enseignement, de la santé, et de l'action sociale,.

#### Agriculture
Le tableau ci-dessous présente les principales caractéristiques des exploitations agricoles de Cigogné, observées sur une période de 22 ans :
|                                            | 1988  | 2000  | 2010  |
| ------------------------------------------ | ----- | ----- | ----- |
| Nombre d’exploitations                     | 26    | 14    | 10    |
| Équivalent Unité de travail annuel         | 35    | 20    | 15    |
| Surface Agricole Utile (SAU) (ha)          | 2 031 | 1 577 | 1 170 |
| Cheptel (nombre de têtes)                  | 101   | 13    | 48    |
| Terres labourables (ha)                    | 1 978 | 1 572 | 1 163 |
| Superficie moyenne d’une exploitation (ha) | 58,0  | 78,9  | 78,0  |

L'évolution de l'agriculture au cours de ces 22 dernières années montre un secteur en pleine mutation, même si cette activité est encore importante au sein de la commune, puisqu'elle représente encore 44 % des entreprises : les exploitations ont vu leur nombre diminuer de 61 %,, alors que leur superficie qui avait augmenté jusqu'en 1990 tend à se stabiliser depuis ; le cheptel bovin qui avait presque disparu semble reprendre un peu d'importance ; quelle que soit la période considérée, les terres labourables ont toujours constitué la très grande majorité de la SAU ; l’agriculture reste orientée vers la production de céréales, et d’oléo-protéagineux. Ces cultures, totalement mécanisées, ne sont pas génératrices de main d’œuvre salariale et l’exploitant est souvent seul à travailler sur ses terres : le nombre d'équivalents UTH n'est que de cinq pour dix exploitations, hormis les exploitants eux-mêmes ; ce nombre prend en compte les besoins en main d'œuvre importants mais ponctuels liés à la production de maïs semence pour laquelle un groupement d'employeurs a été créé sur la commune.
Un élevage de chevaux est implanté à Cigogné.
Un groupe coopératif agricole a installé un de ses établissements à Cigogné, en lien avec l'importante activité de production céréalière de la commune.

#### Industrie et artisanat
En dehors des entreprises déjà mentionnées dans le secteur agricole ou le stockage des explosifs, le tissu économique de la commune est en grande partie basé sur l'artisanat ; le secteur du bâtiment est encore notable (peinture, couverture, charpente, plâtrerie) même si, comme le signale le rapport de présentation du PLU, son importance décroît depuis 2003.

#### Commerces et services
Le seul commerce de proximité présent à Cigogné est le restaurant « La Grange » faisant également office d'épicerie, à même de répondre aux besoins ponctuels et de première nécessité de la population. Au-delà, les habitants doivent se rendre dans les communes limitrophes pour les besoins d'approvisionnement quotidiens, ou dans les centres urbains un peu plus lointains comme Bléré ou Loches pour une offre de services élargie.
Aux côtés des artisans, ce sont les entreprises de service (sous forme de société ou sous le régime auto-entrepreneurial) qui représentent le secteur économique le plus diversifié à Cigogné, avec cabinet d'architecte, entreprise d'aménagement paysager, maison d'édition, taxi, coiffeuse à domicile, ainsi que deux assistantes maternelles pouvant accueillir sept enfants.

#### Tourisme
En 2014, l'hébergement touristique proposé sur Cigogné se répartit sur deux établissements chambres d'hôtes et quatre Gîtes de France, seule structures communales d'hébergement touristique en l'absence d'hôtel ou de camping.

## Culture locale et patrimoine

### Lieux et monuments
Deux monuments de la commune de Cigogné sont « inscrits » depuis le 18 juin 1962 à l'inventaire des monuments historiques.
L'église Notre-Dame de Cigogné occupe très vraisemblablement l'emplacement d'une chapelle fondée vers 942 par Théotolon, archevêque de Tours, au profit de l'abbaye de Saint-Julien à Tours. Sa nef, dont l'architecture romane est surtout visible de l'extérieur, date du XIIe siècle tandis que son clocher-porche est venu couvrir le pignon ouest de la nef au XIIIe siècle.
Les vestiges du donjon de Cigogné datent du XIVe siècle. C'est le seul vestige, avec une fuye en ruine, d'un château construit dans le bourg à proximité immédiate de l'église. Il constituait un fief laïc rattaché à l'archevêché de Tours.
Au fond du vallon du ruisseau des Tabardières, la ferme de Fontenay conserve des caractères de son architecture des XVIe et XVIIe siècles comme des fenêtres auparavant pourvues de meneaux.
Aucun objet n'est répertorié à l'inventaire des monuments historiques et aucun lieu, monument ou objet n'est répertorié à l'inventaire général du patrimoine culturel,.

Lieux et monuments de Cigogné.
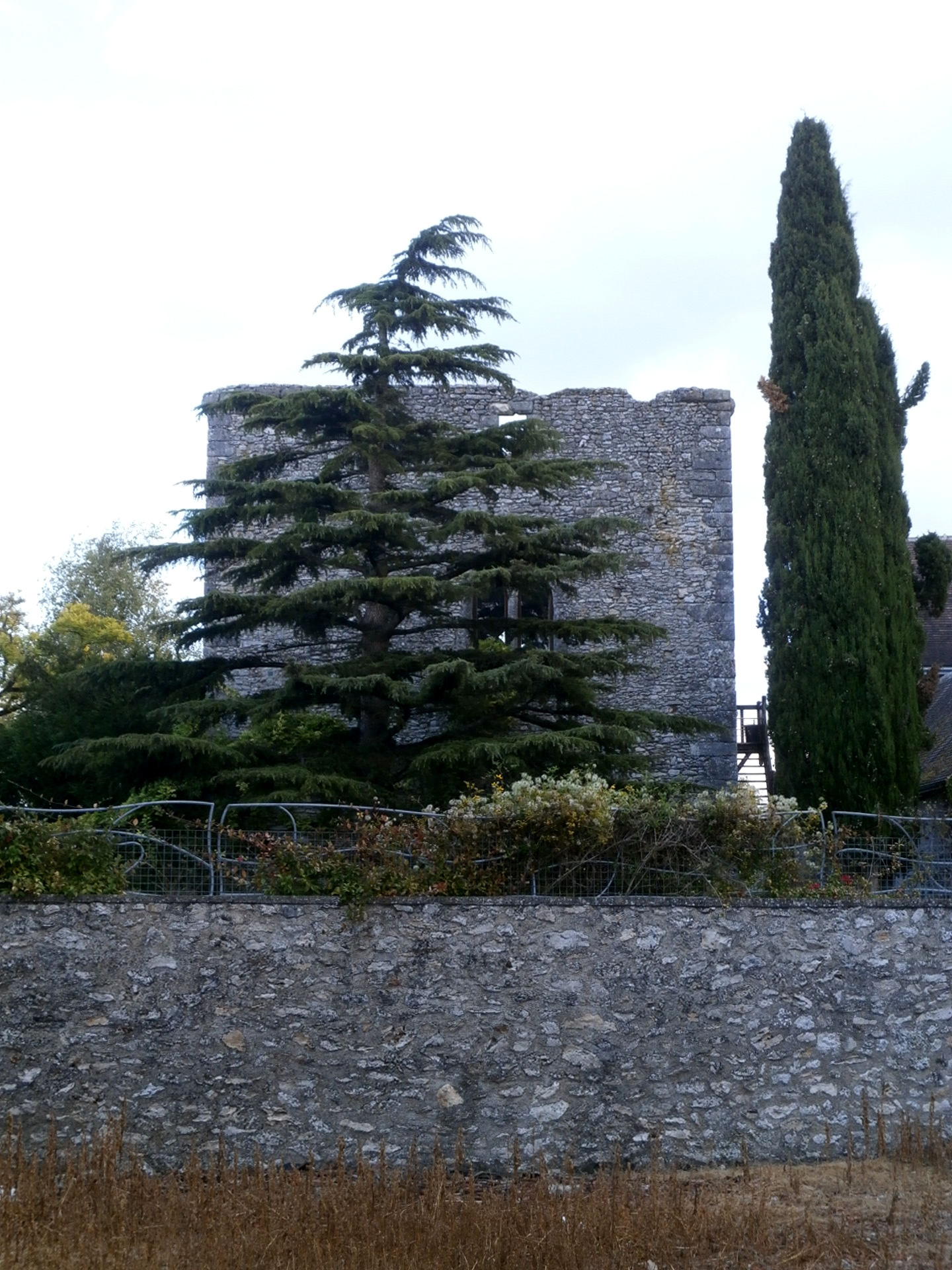
Le donjon.
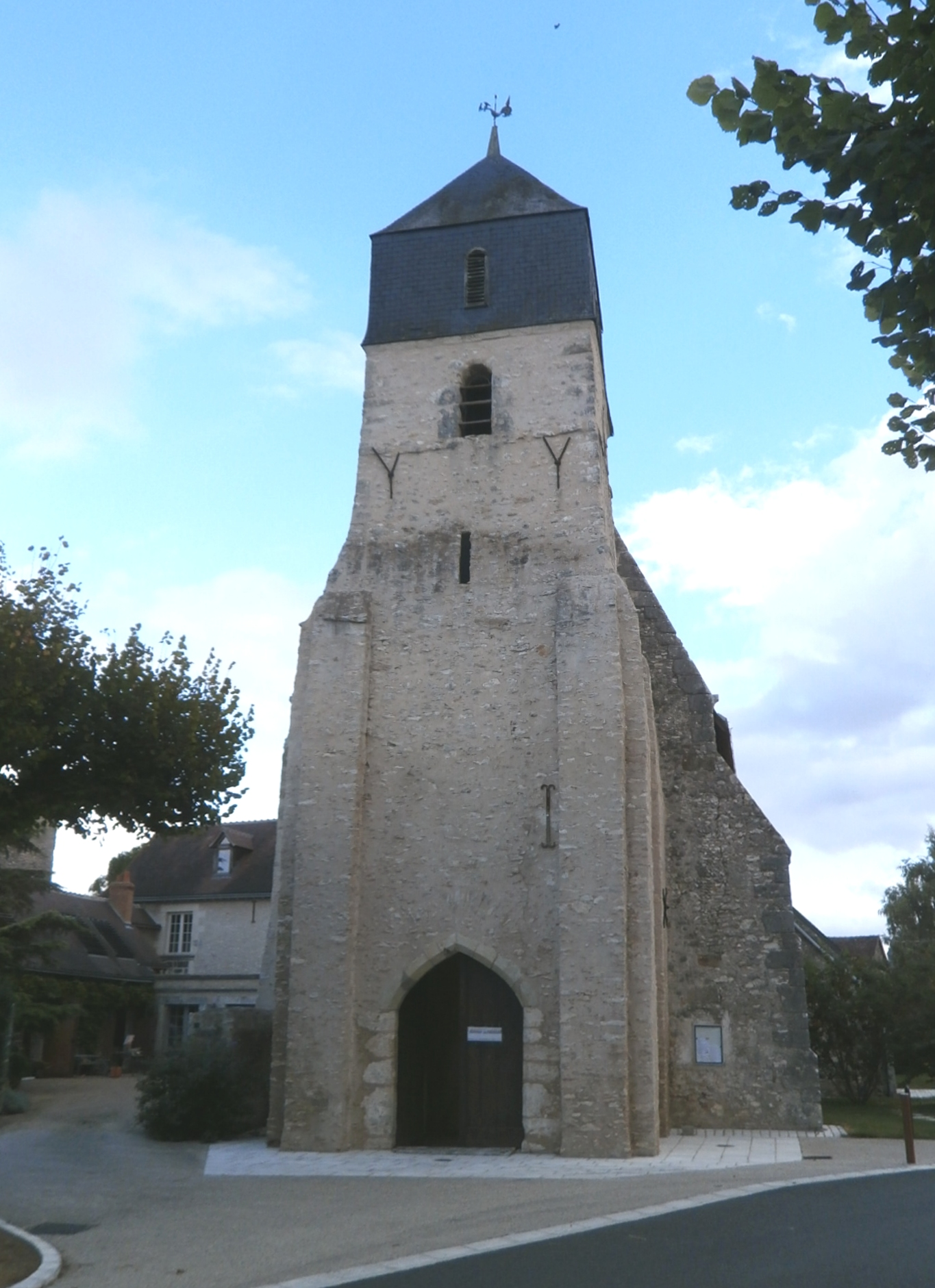
L'église Notre-Dame.
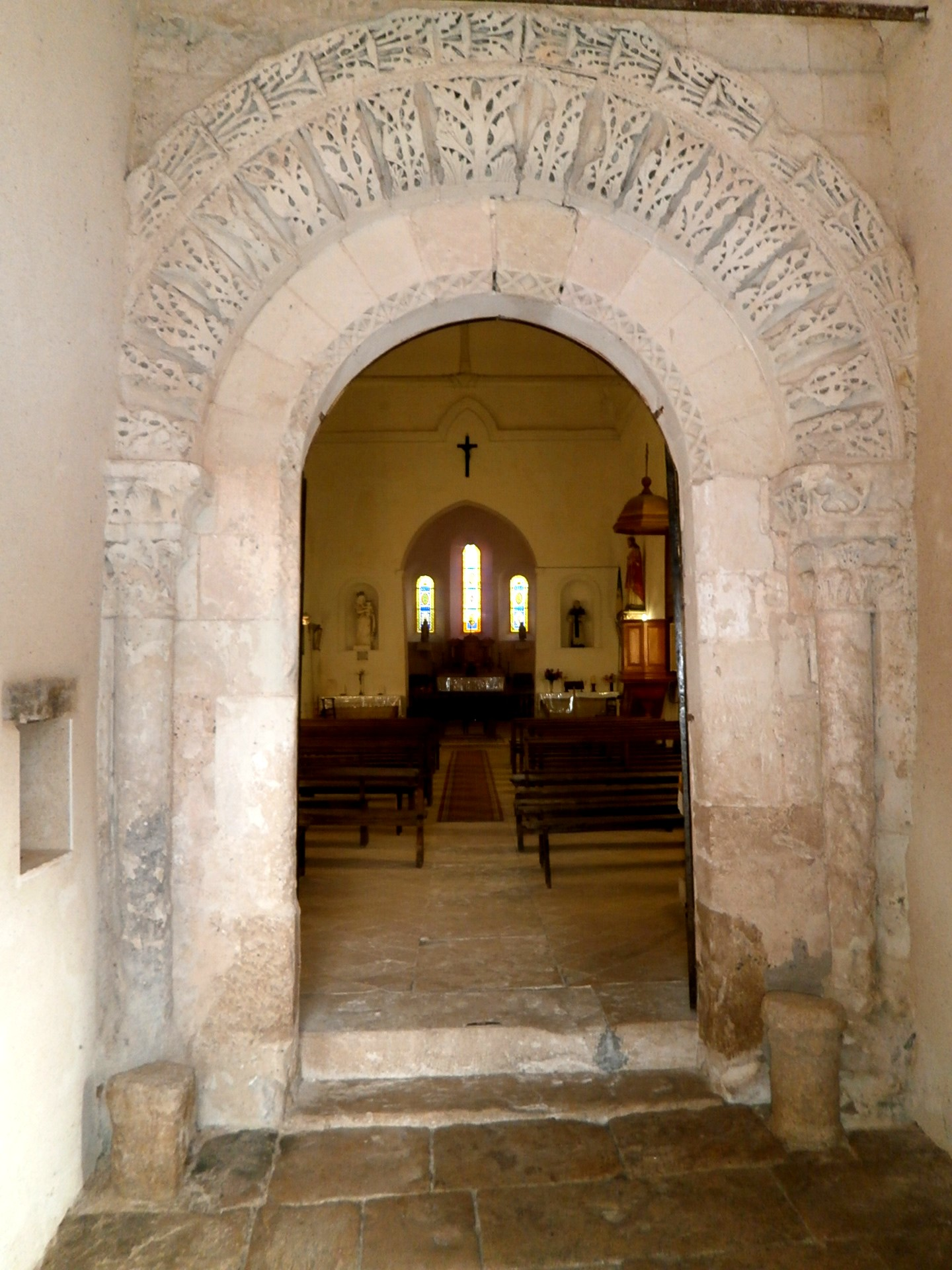
Portail de l'église Notre-Dame.

### Patrimoine naturel

#### Zones nationales d'intérêt écologique, faunistique et floristique
Ayant pour objectif un inventaire des espèces animales ou végétales qui y sont présentes, la création des zones naturelles d'intérêt écologique, faunistique et floristique (ZNIEFF) ne s'accompagne d'aucune mesure de protection réglementaire. Le territoire communal de Cigogné est intégré, à des degrés divers, à deux ZNIEFF.
La ZNIEFF des « Pelouses des Tabardières » concerne quatre communes pour une superficie totale de 151,6 hectares. À Cigogné, la zone intéresse principalement le nord-est du territoire communal, une zone boisée en limites de Chédigny et Reignac-sur-Indre, bordée par les deux ruisseaux des Tabardières et de Toisé (ou de la Piquetterie). On y trouve des landes à genévrier et des pelouses sèches avec 40 espèces de plantes à fleurs, dont l'Orchis brûlé (Neotinea ustulata), espèce protégée en région Centre, ;
La grande ZNIEFF du « Plateau de Champeigne entre Bléré et Loches » (9 032 hectares) englobe, sur Cigogné, la ZNIEFF précédemment citée. S'étendant sur les territoires de 11 communes, elle concerne tout le territoire communal de Cigogné, à l'exception du bourg et de ses abords immédiats ainsi que de la partie nord-ouest du territoire comprise entre le chef-lieu communal et la limite avec Athée-sur-Cher. Pas moins de 50 espèces d'angiospermes et 8 espèces d'oiseaux protégés ou rares y ont été recensées, parmi lesquelles l'Outarde canepetière (Tetrax tetrax) ou encore le Circaète Jean-le-Blanc (Circaetus gallicus), deux espèces protégées sur le plan national.

#### Réseau Natura 2000
La commune de Cigogné est intégrée depuis 2006, pour toute une grande moitié nord de son territoire, au réseau Natura 2000. La zone de protection spéciale (ZPS) ainsi constituée, dite « site Natura 2000 Champeigne », se superpose totalement, pour Cigogné, à la ZNIEFF du plateau de Champeigne entre Bléré et Loches ; elle vise à la préservation des espèces d'oiseaux rencontrées sur son territoire, grâce à des mesures agroenvironnementales appropriées imposées aux parcelles de culture concernées, en application de la Directive oiseaux du 30 novembre 2009 édictée par l'Union européenne.

Spécimens de la faune et de la flore protégées de Cigogné.
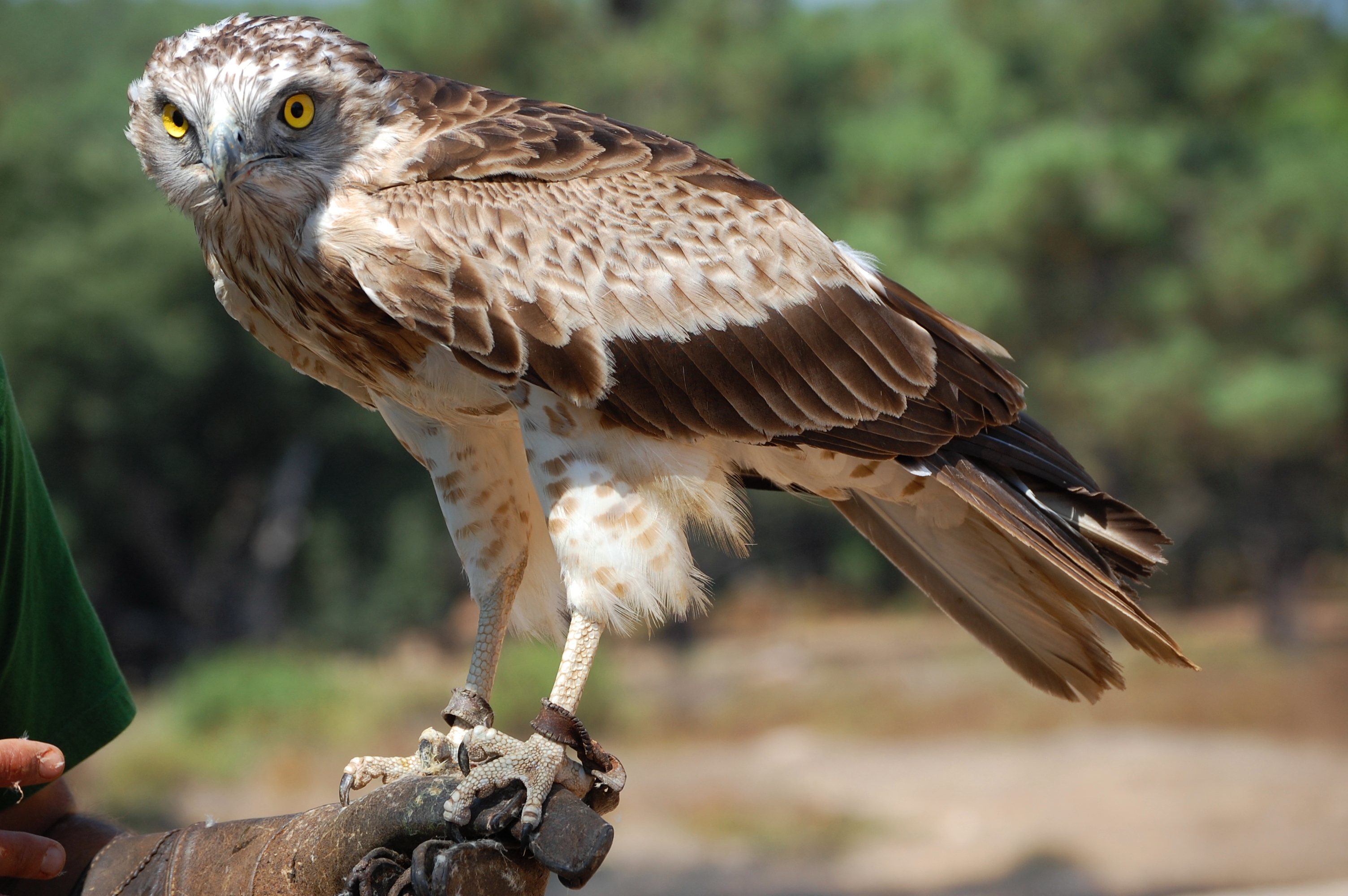
Circaète Jean-le-Blanc.
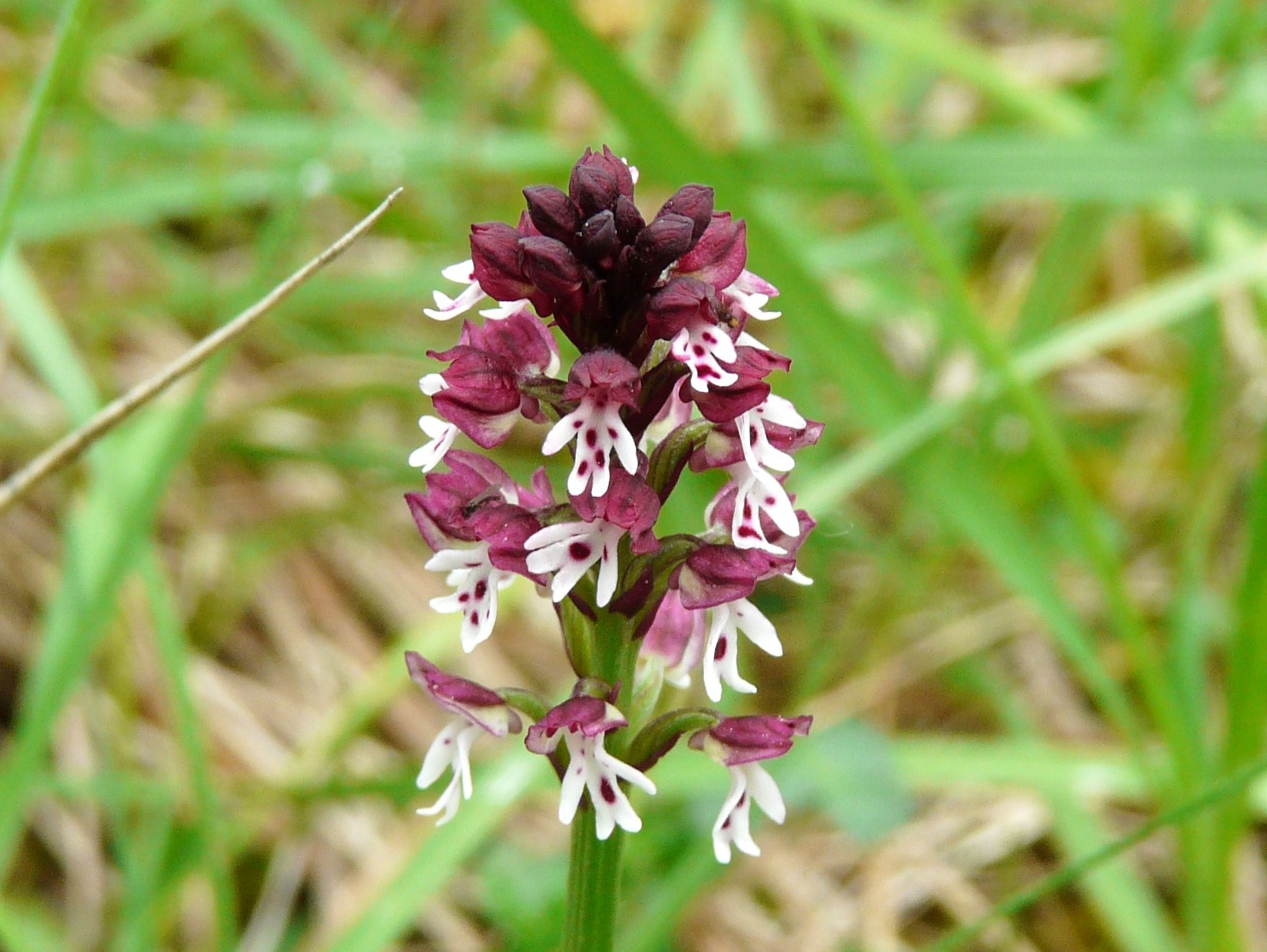
Orchis brûlé.
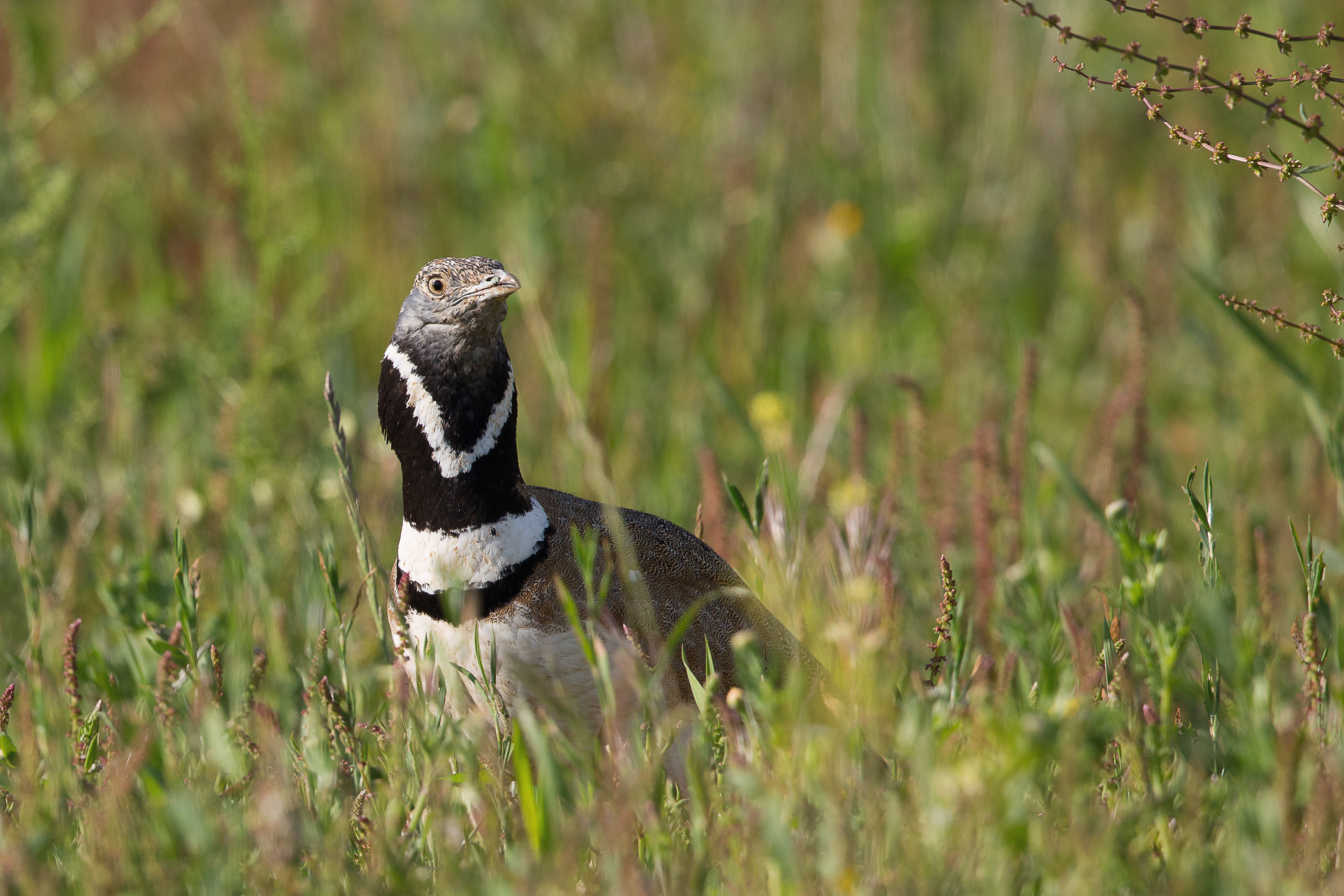
Outarde canepetière.

### Patrimoine gastronomique
La commune de Cigogné est située dans l'aire de l'appellation d'origine protégée (AOP) ou appellation d'origine contrôlée (AOC) du fromage de chèvre sainte-maure de touraine. Le territoire de Cigogné est également intégré aux aires de productions de 24 produits bénéficiant d'une indication géographique protégée (IGP) : rillettes de Tours, bœuf du Maine, vins du Val de Loire, de l'Allier, du Cher, de l'Indre, du Pays de Retz et primeur.

### Personnalités liées à la commune
Théotolon (ou Téotolon) (?-945), archevêque de Tours de 931 à 945, fut le fondateur, vers 942, de la chapelle dédiée à Sainte Marie et de la paroisse de Cigogné.
Lisois d'Amboise, (v. 995- v. 1065), a été un compagnon d'armes de Foulques Nerra ; ce dernier lui a offert, en cadeau de mariage, le fief de Cigogné au XIe siècle.

### Héraldique
|  | Les armoiries de Cigogné se blasonnent ainsi : Écartelé : au 1er d'azur à la cigogne d'argent, au 2e d'argent à la rose de gueules boutonnée d'or, au 3e d'argent à la tête de crosse (crosse d'abbé) de gueules, au 4e d'azur à trois fleurs de lis d'or. Devise : « aedificemus » (Ensemble, bâtissons notre avenir). |

## Pour en savoir plus